# Lacshahuarina
Lacshahuarina, comúnmente llamada la Corona del Inca, es una montaña en los Andes centrales de Perú ubicada en la región Huánuco.
Es la montaña tutelar y símbolo del pueblo Ayapitej.

## Ubicación
Localizado dentro del distrito de Chavinillo en la provincia de Yarowilca del departamento de Huánuco.

## Descripción
Es una montaña de cumbre alargada hasta que finaliza en una pared abrupta hacia el este. Esta pared que es la cara oeste visto desde el pueblo de Ayapitej tiene la forma de una corona y por eso se le llama la Corona del Inca. 